# Тариф в історії США
Тарифи історично мали визначальне значення у торговельній політиці США. Головною їхньою метою було забезпечення доходів для федерального уряду та сприяння імпортозаміщувальній індустріалізації країни, тобто розвитку виробництва власних товарів замість імпортних. Це діяло як захисний бар'єр для нових галузей економіки. Тарифи також використовувалися для зменшення торговельного дефіциту і тиску іноземної конкуренції.
За період 1790—1860 років середні тарифи в США підвищилися з 20 % до 60 %, перш ніж знову знизилися до 20 %. Протягом періоду 1861—1933 років, який характеризується як «період обмеження», середні тарифи зросли до 50 % і залишалися на цьому рівні протягом кількох десятиліть. Починаючи з 1934 року, відомого як «період взаємності», середній тариф відчутно знизився, досягнувши рівня всього 5 %.
Загалом на початку 19 ст. та до середини 20 ст., США прихильно дотримувалися протекціоністської політики. Зокрема, у період 1861—1933 року вони мали одні з найвищих середніх тарифних ставок на імпортні промислові товари у світі. Після 1942 року Сполучені Штати почали активно просувати ідею всесвітньої вільної торгівлі. Однак після президентських виборів 2016 року країна повернулася до протекціонізму, знову акцентуючи увагу на тарифах та інших заходах, спрямованих на захист вітчизняних виробників.
Згідно з економістом Дугласом Ірвіном з Дармута, історично тарифи в США відігравали ключову роль, переслідуючи три основні цілі: збільшення доходів для уряду, обмеження імпорту для захисту вітчизняних виробників від іноземної конкуренції та досягнення взаємоприйнятних угод, що спрямовані на зменшення торговельних бар'єрів.

## Тарифні доходи
Тарифи були найбільшим джерелом федерального доходу, іноді наближаючись до 95 %, до тих пір, поки федеральний прибутковий податок не був введений після 1913 року. Протягом більш ніж століття федеральний уряд в основному фінансувався за рахунок тарифів, що становили в середньому близько 20 % на іноземний імпорт. Наприкінці Громадянської війни в США в 1865 році близько 63 % федерального доходу було створено акцизними податками, що перевищувало 25,4 %, створених тарифами. У 1915 році під час Першої світової війни тарифи створювали лише 30,1 % доходів. Починаючи з 1935 року тарифний дохід продовжував становити зменшуваний відсоток федерального податкового доходу.

## Історичні тенденції

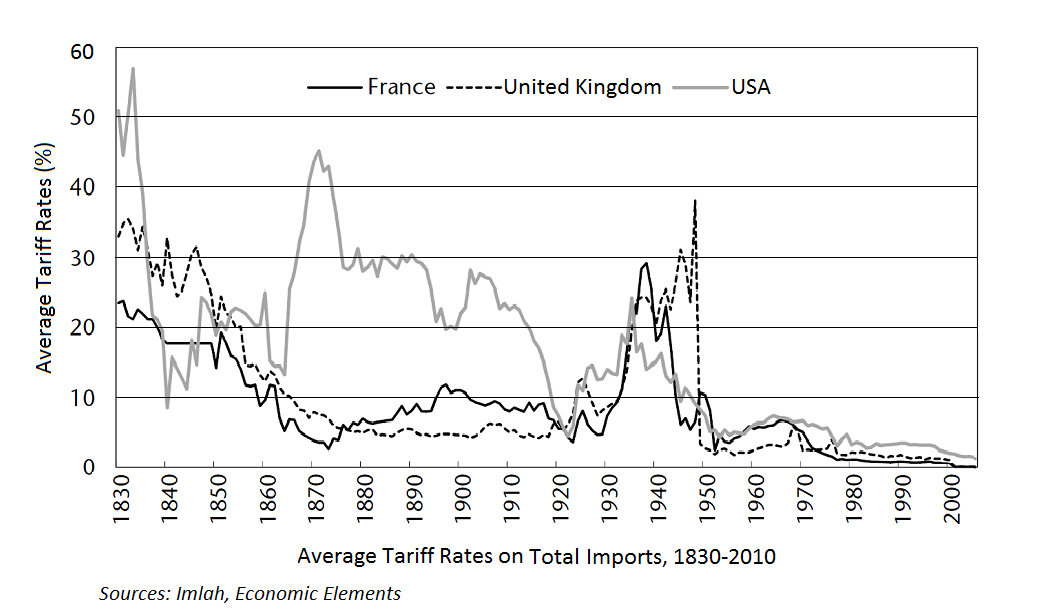
Середні тарифні ставки (Франція, Великобританія, США)

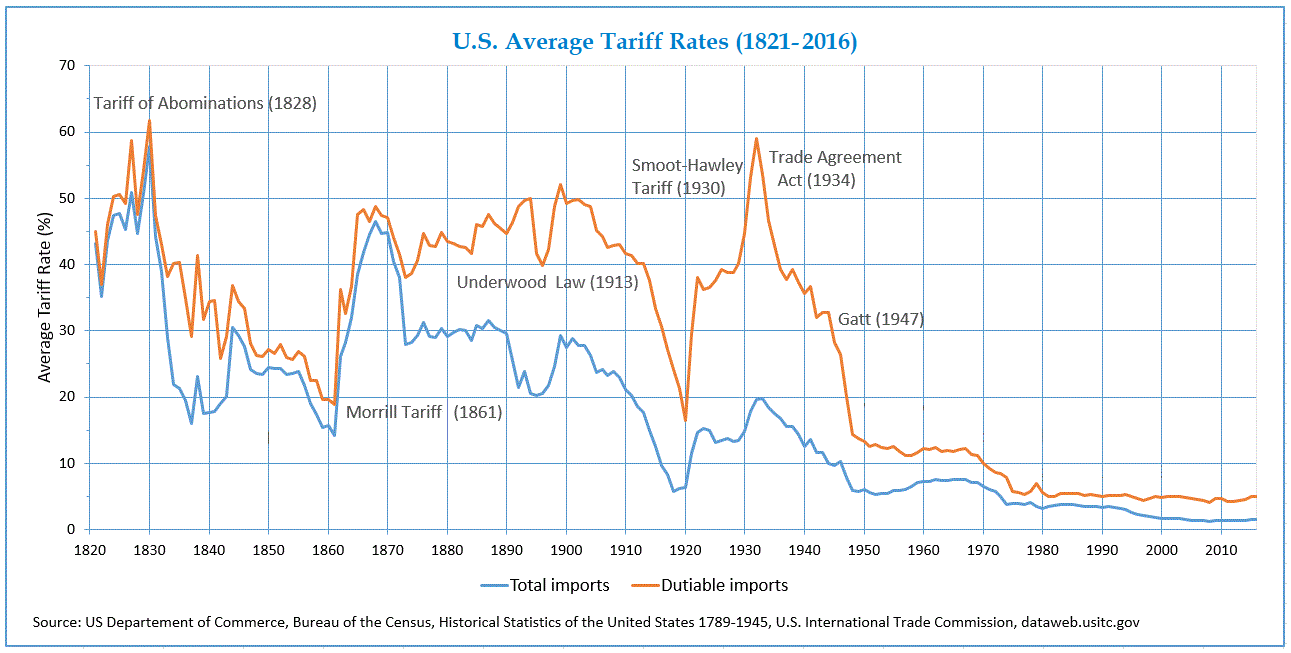
Середні тарифні ставки в США (1821—2016)

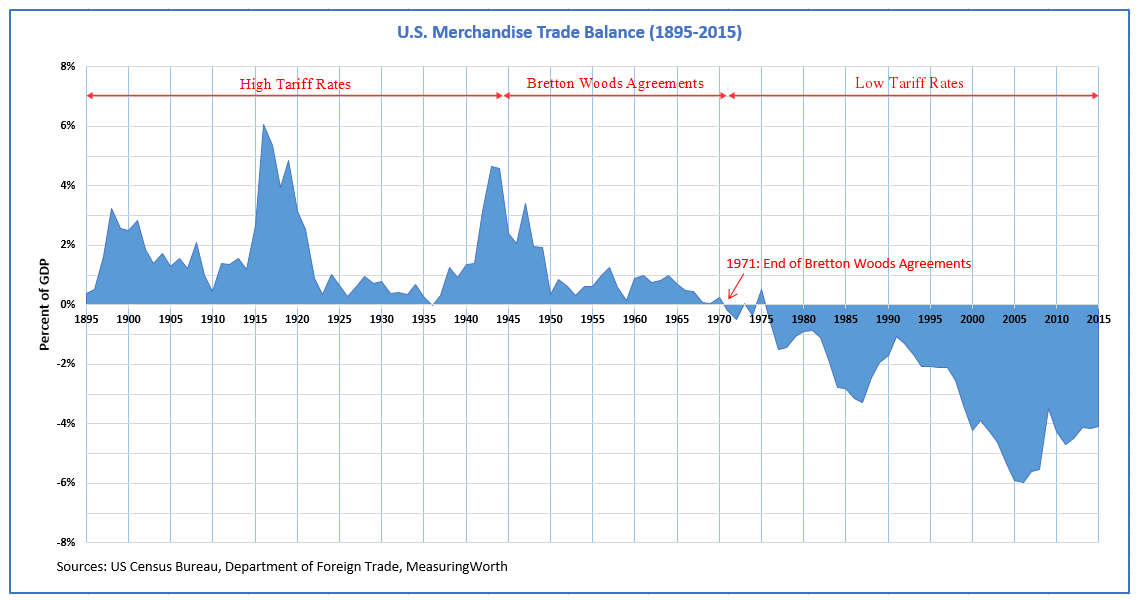
Торговий баланс і торгова політика США (1895—2015)

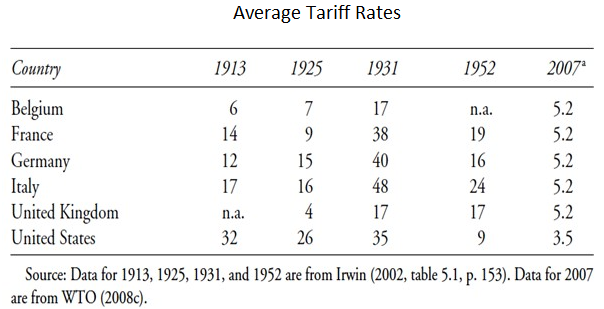
Середні тарифні ставки для окремих країн (1913—2007)

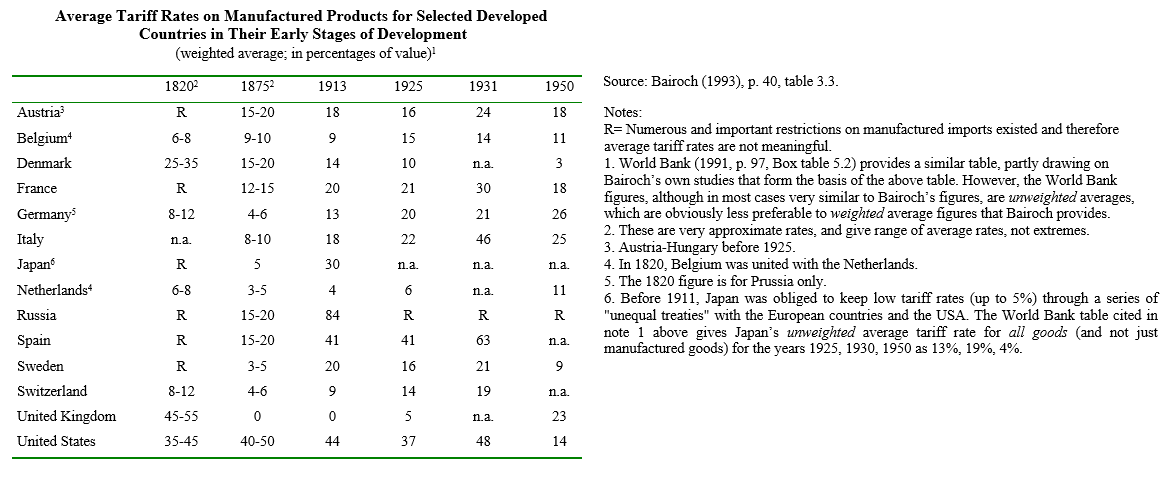
Середні тарифні ставки на вироблену продукцію

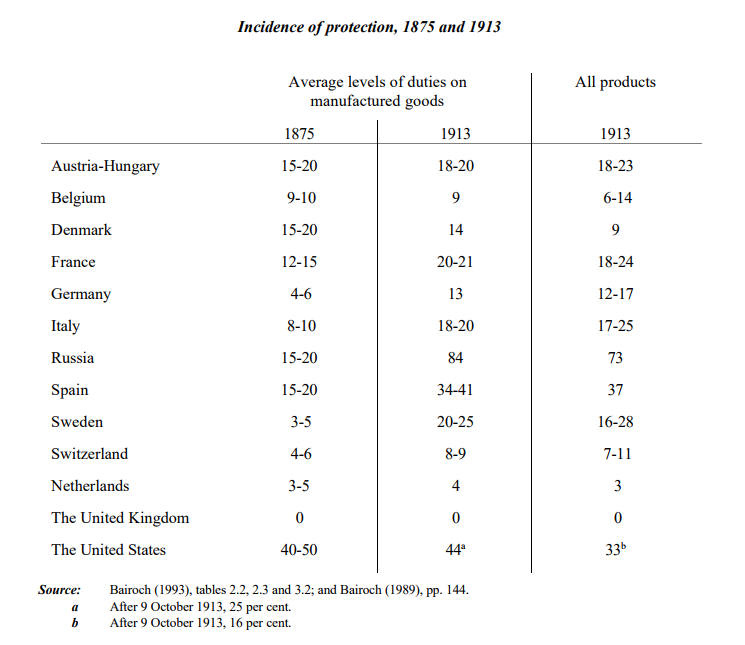
Середні рівні мит (1875 і 1913)

Після отримання Сполученими Штатами незалежності у 1783 році, відповідно до статей Конфедерації, федеральний уряд США не мав можливості збирати податки безпосередньо, але замість цього мав «вимагати» гроші від кожного окремого штату. Повноваження стягувати податки та встановлювати тарифи були передані федеральному уряду Сполученими Штатами після набуття чинності Конституцією в 1789 році, які були запропоновані Палатою представників Сполучених Штатів. Новому уряду необхідний був ефективний спосіб збору податків з усіх штатів, який був би легко здійснювати й мав номінальну вартість для звичайного громадянина. Тариф 1789 року став другим законопроектом, що був підписаний президентом Джорджем Вашингтоном, і він передбачав мито практично на 5 % на майже весь імпорт, за декількома винятками. У 1790 році була створена Служба митних катерів Сполучених Штатів Америки, яка в основному відповідала за контроль та збір імпортних тарифів. Пізніше ця служба перетворилася на Берегову охорону США.
Багато американських інтелектуалів та політиків під час періоду відновлення країни переконані були в тому, що теорія вільної торгівлі, яку пропагували британські класичні економісти, не відповідає умовам їхньої країни. Вони стверджували, що для розвитку країни необхідно активно розвивати обробну промисловість та використовувати державний захист і субсидії, як це робила Британія у свій час. Багато видатних американських економістів того періоду, аж до останньої чверті 19 століття, стояли на позиціях захисту промисловості: Деніел Реймонд, який вплинув на Фрідріха Ліста, Меттью Кері та його син Генрі, що був одним з економічних радників Лінкольна. Інтелектуальним лідером цього руху був Олександр Гамільтон, перший міністр фінансів Сполучених Штатів (1789—1795). Таким чином, Сполучені Штати захищали свою промисловість проти теорії порівняльних переваг Девіда Рікардо, яку пропагував Девід Рікардо. Вони прихильно дотримувалися протекціоністської політики з початку 19 століття до середини 20 століття, аж до завершення Другої світової війни.
У «Звіті про мануфактури», який розглядається як перший текст, що виражає сучасну протекціоністську теорію, Олександр Гамільтон стверджував, що якщо країна має намір розвивати нову промисловість на своїй території, їй потрібно тимчасово захистити її. За його словами, такий захист від іноземних виробників може приймати форму імпортного мита або, в окремих випадках, заборони імпорту. Він закликав встановити митні бар'єри, щоб сприяти промисловому розвитку в США та допомогти захистити новонароджені галузі промисловості, включаючи надання винагород (субсидій), які, частково, фінансуються з цих мит. Гамільтон також вважав, що мита на сировину мають бути загалом низькими. Він стверджував, що незважаючи на початкове «підвищення ціни», спричинене правилами, що контролюють іноземну конкуренцію, коли «вітчизняне виробництво досягає досконалості… воно незмінно стає дешевшим».
Олександр Гамільтон і Деніел Реймонд вважалися одними з перших теоретиків, які висунули аргумент про зародкову промисловість. Гамільтон вперше використав термін «молоді галузі» і вніс його до передового ряду економічного мислення. Він вважав, що політична незалежність безпосередньо залежить від економічної незалежності. Збільшення внутрішнього виробництва промислових товарів, зокрема військових матеріалів, розглядалося як питання національної безпеки. Він також хвилювався, що політика Великобританії стосовно колоній призведе до того, що Сполучені Штати залишаться лише виробниками сільськогосподарської продукції та сировини.
Спочатку Британія не бажала індустріалізації американських колоній і впроваджувала відповідну політику, таку як заборона виробництва з високою доданою вартістю. Під британським правлінням Америці було заборонено використовувати тарифи для захисту своїх нових галузей. Таким чином, Американська революція була певною мірою війною проти цієї політики, де комерційна еліта колоній повстала проти того, щоб їх примушували відігравати меншу роль у економіці Атлантичного океану, що розвивалася. Це пояснює, чому після здобуття незалежності Акт про тарифи 1789 року став другим законопроектом Республіки, який підписав президент Вашингтон. Цей акт дозволяв Конгресу встановлювати фіксований тариф у розмірі 5 % на весь імпорт, за винятками.
Між 1792 роком і початком війни з Великобританією в 1812 році середній рівень тарифу залишався на рівні приблизно 12,5 %. У 1812 році всі тарифи були подвоєні в середньому до 25 %, щоб врегулювати зростання державних витрат через війну. Значні зміни в політиці відбулися в 1816 році, коли був уведений новий закон, що підтримував рівень тарифів наближеним до рівня воєнного часу — особливо захищені були бавовняні, вовняні та залізні вироби. Американські промислові інтереси, які процвітали завдяки тарифу, лобіювали його збереження і підняли його до 35 % у 1816 році. Громадськість підтримала це рішення, і до 1820 року середній американський тариф склав 40 %.
У 19 столітті державні діячі, такі як сенатор Генрі Клей, продовжували ідеї Олександра Гамільтона в рамках партії вігів під назвою «Американська система». Ця система спрямовувалася на захист промисловості та розвиток інфраструктури, в явному протистоянні «британській системі» вільної торгівлі.
Громадянська війна в США (1861—1865) в певній мірі була зумовлена питаннями тарифів. Аграрні інтереси Півдня протистояли будь-якому захисту, тоді як промислові інтереси Півночі настоювали на його збереженні. Молода Республіканська партія під керівництвом Авраама Лінкольна, який вважав себе послідовником тарифної політики Генрі Клея, активно виступала проти ідеї вільної торгівлі. На початку своєї політичної кар'єри Лінкольн був членом протекціоністської партії вігів і прихильником Генрі Клея. У 1847 році він заявив: «Дайте нам захисний тариф, і ми матимемо найбільшу націю на землі». Він впровадив 44-відсотковий тариф під час громадянської війни — частково для оплати субсидій залізниці та військових зусиль, а також для захисту привілейованих галузей промисловості. Мита залишалися на цьому рівні навіть після війни, тому перемога Півночі в громадянській війні забезпечила Сполученим Штатам одне з найбільших практиків тарифного захисту для промисловості.
З 1871 по 1913 рік «середній тариф США на оподатковуваний імпорт ніколи не опускався нижче 38 відсотків», і «валовий національний продукт (ВНП) щорічно зростав на 4,3 відсотка, що вдвічі швидше за темпи вільної торгівлі в Британії та значно вище середнього показника США у 20 столітті», — зазначає Альфред Екес-молодший, голова Комісії з міжнародної торгівлі США при президенті Рейгані.
У 1896 році Республіканська партія зобов'язалася «оновити та підкреслити нашу вірність політиці захисту, як оплоту американської промислової незалежності та основи розвитку та процвітання. Ця справжня американська політика оподатковує іноземну продукцію та заохочує вітчизняну промисловість. Вона покладає тягар прибутку на іноземні товари; забезпечує американський ринок для американського виробника. Вона підтримує американський стандарт оплати праці для американських робітників».
У 1913 році, після перемоги демократів на виборах у 1912 році, відбулося значне зниження середнього тарифу на промислові товари з 44 % до 25 %. Однак Перша світова війна зробила цей законопроект неефективним, і нове «надзвичайне» тарифне законодавство було введено в 1922 році, після того, як республіканці повернулися до влади в 1921 році.
За словами Ха-Джун Чанга, Сполучені Штати, будучи протекціоністами, були економікою світу, що розвивалася найшвидше протягом усього 19-го століття і до 1920-х років. Лише після Другої світової війни США лібералізували свою торгівлю (хоча й не так однозначно, як це зробила Британія в середині дев'ятнадцятого століття).

## Колоніальна епоха до 1789 року
У колоніальну епоху до 1775 року майже кожна колонія мала свої тарифи, які в основному були нижчими для товарів з Британії. Переважали податки на кораблі, що базувалися на їх вантажопідйомності, імпортні мита на рабів, експортні збори на тютюн та імпортні мита на алкогольні напої. Лондонський уряд прагнув впровадити політику меркантилізму, за якою тільки британські судна мали право торгувати в колоніях. Однак деякі американські купці вирішили займатися контрабандою.
Під час Революції, від 1775 до 1783 року, британська блокада в основному припинила зовнішню торгівлю. У період Конфедерації, з 1783 по 1789 роки, кожен штат встановлював свої власні правила торгівлі, часто вводячи тарифи або обмеження для сусідніх штатів. Нова Конституція, що набула чинності в 1789 році, заборонила міждержавні тарифи або торговельні обмеження, а також державні податки на експорт.

## Ранній національний період, 1789—1828
Творці Конституції Сполучених Штатів передбачили федеральному уряду право на оподаткування, стверджуючи, що Конгрес може «встановлювати та збирати податки, мита, збори та акцизи, сплачувати борги та забезпечувати спільну оборону та загальний добробут Сполучених Штатів», а також «регулювати торгівлю з іноземними націями та між декількома державами та з індіанськими племенами». Мита між штатами заборонені згідно з Конституцією США, і всі продукти, виготовлені всередині країни, можна імпортувати або відправляти в інший штат без оподаткування.
У відповідь на термінову потребу у доходах та торговельний дисбаланс з Англією, що швидко руйнував молоду американську промисловість і виснажував націю її валюти, Перший Конгрес Сполучених Штатів у 1789 році прийняв і президент Джордж Вашингтон підписав Гамільтонський тариф. Цей тариф дозволяв збирати мито на імпортні товари. Митні збори, встановлені тарифними ставками до 1860 року, зазвичай складали близько 80–95 % усіх федеральних доходів. Конгрес США, розпочавши війну за оподаткування серед іншого, бажав мати надійне джерело доходу, яке було б відносно ненав'язливим і легко отримувати. Також він прагнув захистити молоді галузі промисловості, що зародилися під час війни, але яким тепер загрожував дешевий імпорт, зокрема з Англії. Мита та акцизи були впроваджені Конституцією Сполучених Штатів і рекомендовані першим міністром фінансів Сполучених Штатів, Олександром Гамільтоном, у 1789 році. Ці заходи спрямовані на оподаткування іноземного імпорту та встановлення низьких акцизних податків на віскі та деякі інші продукти. Мета полягала в забезпеченні федерального уряду достатньою сумою коштів для покриття його операційних витрат і викупу федеральних боргів США та боргів штатів за повною вартістю, накопичених під час війни за незалежність. Конгрес встановив низькі акцизи лише на певні товари, такі як віскі, ром, тютюн, нюхальний тютюн і рафінований цукор. Податок на віскі викликав велике обурення та масові протести серед західних фермерів під час Повстання проти віскі в 1794 році, яке було придушене генералом Вашингтоном на чолі армії. Акцизний податок на віскі приносив так мало доходів і був настільки несхвалений, що його скасували президентом Томасом Джефферсоном у 1802 році.
Усі тарифи були включені до довгого переліку товарів з різними митними ставками, а деякі товари перебували у «вільному» списку. Книги та публікації майже завжди входили до безмитного списку. Конгрес витратив значну кількість часу на розгляд цих графіків мит на імпорт.
З тарифами, які забезпечували основний федеральний дохід, ембарго на торгівлю або блокада ворогом може призвести до хаосу. Це стало актуальним під час економічної війни Америки проти Британії в період 1807—1815 років. У 1807 році імпорт зменшився більш ніж наполовину, а деякі продукти стали набагато дорожчими або недоступними. Конгрес прийняв Закон про ембарго в 1807 році та Закон про заборону статевих стосунків в 1809 році, щоб покарати британські та французькі уряди за їхні дії; на жаль, їх основним наслідком стало ще більше скорочення імпорту. Війна 1812 року призвела до подібного набору проблем, оскільки торгівля США знову була обмежена британськими морськими блокадами. Фіскальна криза значно загострилася скасуванням Першого банку США, який був національним банком. Його відновили одразу після війни.
Відсутність імпортних товарів швидко збудила сильний імпульс до створення кількох промислових підприємств у США, зокрема на північному сході. Зокрема активно розвивалися текстильні та машинобудівні галузі. Під час воєн було засновано багато нових промислових галузей, які успішно функціонували, але після завершення бойових дій та відновлення нормальної імпортної конкуренції близько половини з них зазнали краху. Промисловість США здобувала нові навички, інноваційні знання та організаційні вміння, адаптуючись до нових машин і технологій промислової революції.
У 1789 році Закон про тарифи став першим національним джерелом доходу для Сполучених Штатів, що тільки що сформувалися. Нова конституція США, прийнята в тому ж році, передбачала єдині тарифи тільки для федерального уряду, що означало закінчення практики окремих митних ставок у різних штатах. Згідно з новим законом, на весь імпорт накладались податки у розмірах від 5 до 15 відсотків. Головною метою цих ставок було забезпечення достатнього доходу для федерального бюджету, погашення боргів, нагромаджених у штатах під час Війни за незалежність США, а також підтримка промислового розвитку та незалежності від іноземних країн, особливо у сфері оборони. Александр Гамільтон, міністр фінансів, вважав, що всі борги, накопичені від Війни за незалежність, повинні бути повністю погашені, щоб зберегти фінансову стабільність та довіру до Сполучених Штатів. Окрім того, він запропонував широкомасштабний план використання захисних тарифів як інструменту для швидкого розвитку промисловості. Наприкінці XVIII століття промислова революція тільки починала набирати обертів, особливо в галузі текстильного виробництва. Британський уряд, хоча й пережив поразку у Війні за незалежність, став намагатися зберегти свою монополію на дешеве та ефективне виробництво текстилю, вводячи заборону на експорт текстильних машин, макетів цих машин та еміграцію фахівців, що працювали з ними. На початку свого існування Сполучені Штати майже повністю залежали від ручного виготовлення одягу, що було вельми витратним і трудомістким процесом. Нові технології текстильного виробництва, які були доступні в Британії, були набагато дешевшими, ефективнішими та продуктивнішими, відтак їх впровадження в Америці могло забезпечити значний розвиток економіки. Гамільтон вважав, що введення високих мит на імпорт не лише забезпечить додаткові доходи, а й «захистить» та допоможе субсидувати перші кроки у створенні виробничих потужностей, які зможуть конкурувати з британськими товаровиробниками.
У 1789 році Семюел Слейтер емігрував (нелегально, оскільки він мав досвід у текстильному виробництві) з Британії. Він чув про невдачі у створенні бавовняних фабрик у Потакеті, Род-Айленд, і вирішив розглянути цю можливість. Зв'язавшись з власниками, він узявся за полагодження їхніх млинів. Якщо він це зуміє, йому обіцяли повне партнерство. Від січня 1790 до грудня 1790 року він активно працював над створенням першого успішного текстильного підприємства в Сполучених Штатах. Це стало початком промислової революції в країні. Спочатку їхній текстиль коштував трошки більше, ніж британський аналог, але завдяки миту їхню першу промисловість вдалося захистити.
Ешлі зазначає, що:
З початку 1790-х років система тарифів постійно змінювалася. Між 1792 і 1816 роками було ухвалено приблизно двадцять п'ять законів про тарифи, які впливали на митні збори. Проте, Звіт Гамільтона та його ідеї, на жаль, не справили особливого впливу на законодавство цього періоду; основними мотивами завжди залишалися фінансові.
Під час і після Війни 1812 року тарифи були підвищені, коли націоналісти, такі як Генрі Клей і Джон К. Калхун, побачили потребу в збільшенні федеральних надходжень та розвитку промисловості. Вони аргументували, що у часи війни нація повинна мати внутрішню промисловість, щоб уникнути дефіциту. Так само власники малих нових фабрик, що з'являлися на північному сході для масового виробництва взуття, головних уборів, гвинтів та інших предметів першої необхідності, бажали збільшити тарифи, що захистили б їхній бізнес від конкуренції більш ефективних британських виробників після завершення війни. Було запропоновано знижку в 10 % на митний податок для товарів, імпортованих американськими суднами, щоб підтримати американський торговельний флот.
Із настанням епохи індустріалізації та масового виробництва виробники та фабричні працівники вимагали все більш високих тарифів. Вони переконували, що їхні підприємства повинні бути захищені від конкуренції з нижчими зарплатами та більш ефективними заводами у Британії та інших країнах Європи. Практично кожен конгресмен з північних штатів прагнув встановити вищу тарифну ставку для своєї місцевої промисловості. Навіть сенатор Деніел Вебстер, колишній промовець бостонських торговців, які підтримували низькі тарифи, різко змінив позицію, щоб представляти інтереси промисловості під час прийняття Тарифу 1824 року. Особливо високі ставки були установлені на тканини та брускове залізо, які вироблялися у Великобританії за низькими витратами. Вищим пунктом став Тариф 1828 року, який був насмішкою називаний вільними торговцями «Тарифом Гидот», з імпортним митним збором у середньому понад 25 відсотків. Жорсткий політичний опір підвищенню тарифів викликали демократи з півдня та власники плантацій з Південної Кароліни, які мали обмежену обробну промисловість і імпортували товари, на які були встановлені високі тарифи. Їм довелося платити більше за імпорт, і вони стверджували, що їхні економічні інтереси були несправедливо порушені. Вони навіть розглядали можливість «анулювати» федеральний тариф і навіть обговорювали вихід із Союзу (див. Криза анулювання). Проте президент Ендрю Джексон дав зрозуміти, що використає армію США для дотримання закону, і жоден штат не підтримав заклик Південної Кароліни щодо анулювання. Компроміс, який завершив кризу, передбачав зниження середньої тарифної ставки протягом десяти років до рівня 15–20 %.

## Друга партійна система, 1829—1859
У період між 1832 і 1860 роками демократи активно працювали над зниженням тарифів. Тариф 1832 року скасував деякі непопулярні положення Тарифу 1828 року, які не подобалися фабрикантам та торговцям Сходу, проте збільшив мито на вовняні вироби. Компромісний Тариф 1833 року поступово зменшував мито на понад 20 %, скасовуючи одну десяту частину кожного збору, що перевищував цей рівень, кожні 2 роки. Тариф 1842 року повернув рівень мит до того, що було у 1832 році, з митами у середньому від 23 % до 35 %. Тариф Уокера у 1846 році, фактично, був спрямований на збільшення доходів і змінив стратегію заміни спеціальних мит на адвалорні. Тариф 1857 року знизив мито до загального рівня 20 %, що було найнижчим з 1830 року, і розширив список безмитних товарів.
У другій партійній системі демократи переважали та ставили на низькі тарифи, спрямовані на фінансування уряду, а не захист промисловості. Їх опоненти, віги, виступали за високі захисні мита, але, як правило, підтримували їх у Конгресі. Незабаром тарифи стали головною політичною проблемою, оскільки віги (в період 1832—1852 років) та пізніше республіканці (після 1854 року) бажали захистити свою переважно північну промисловість та своїх виборців, підтримуючи підвищення митних ставок, тоді як південні демократи, які мали мало промислових підприємств, але імпортували багато товарів, проголосували за зниження тарифів. Кожна партія, прийшовши до влади, визначала політику щодо підвищення або зниження тарифів, оскільки федеральному уряду завжди потрібен певний рівень доходів. Державний борг Сполучених Штатів був погашений у 1834 році, і президент Ендрю Джексон, сильний демократ із Півдня, спостерігав за зменшенням митних ставок майже удвічі та скасуванням практично всіх федеральних акцизів приблизно у 1835 році.
Генрі Клей і його вігівська партія, передбачаючи швидку модернізацію на основі високопродуктивних фабрик, прагнули встановити високі тарифи. Їхній ключовий аргумент полягав у тому, що нові підприємства, або «молоді галузі», на початку будуть менш ефективними, ніж європейські (зокрема британські) виробники. Крім того, американські фабричні працівники отримували вищу заробітну плату, ніж їхні європейські конкуренти. Ці аргументи виявилися дуже переконливими в промислових районах. Позиція Клея була відображена в тарифних актах 1828 і 1832 років. Криза нульфікації вимагала від вігів часткового відступу від їхньої позиції. Коли віги перемогли на виборах 1840 і 1842 років, отримавши контроль над Конгресом, вони відновили високі тарифи за допомогою тарифу 1842 року. Досліджуючи ці дебати, Мур виявляє, що вони не були попередниками громадянської війни. Замість цього, вони продовжували стару дискусію про те, чи політика зовнішньої торгівлі має бути орієнтована на вільну торгівлю чи протекціонізм.

### Тариф Волкера
У 1845 році демократи здобули перемогу, обравши президентом Джеймса К. Полка. Полку вдалося провести Тариф Волкера 1846 року, об'єднавши сільські та сільськогосподарські фракції всієї країни на користь низьких тарифів. Вони мали на увазі рівень тарифу, який покривав би витрати уряду, але не віддавав перевагу одному сектору економіки за рахунок іншого. Тариф Волкера фактично збільшив торгівлю з Великобританією та іншими країнами та забезпечив більше доходу для федерального бюджету, ніж вищий тариф. Середній рівень тарифу за Тарифом Волкера складав близько 25 %. Хоча протекціоністи в Пенсільванії та сусідніх штатах були розлючені, Південь досяг своєї мети встановлення низьких тарифів перед початком громадянської війни.

### Низький тариф 1857р
Тариф Волкера залишався на місці до 1857 року, коли безпартійна коаліція знову знизила їх тарифом 1857 року до 18 %. Це стало відповіддю на скасування Британією своїх протекціоністських «Законів про кукурудзу».
Демократи у Конгресі, де південні демократи були домінуючою силою, пропонували та приймали закони про тарифи в 1830-х, 1840-х і 1850-х роках, постійно знижуючи ставки. Так, наприкінці 1857 року ставки впали приблизно до 15 %, що сприяло розвитку торгівлі настільки, що доходи зросли з близько 20 мільйонів доларів у 1840 році (еквівалентно приблизно 0,6 мільярда доларів у 2022 році) до понад 80 мільйонів доларів до 1856 року (еквівалентно 2 мільярдам доларів у 2022 році). Південь майже не скаржився на це, але низькі ставки розлючили багатьох північних промисловців і фабричних робітників, особливо в Пенсільванії, які вимагали захисту своєї металургійної промисловості, що розвивалася. Республіканська партія прийшла на зміну вігам у 1854 році і також підтримувала високі тарифи для стимулювання промислового зростання; це було частиною Республіканської платформи 1860 року.

### Стороння система
Після закінчення Другої партійної системи в 1854 році демократи втратили контроль, і нова Республіканська партія отримала можливість підняти ставки. Тариф Моррілла, який істотно підвищив тарифні ставки, став можливим лише після того, як південні сенатори вийшли з Конгресу, коли їхні штати залишили Союз, залишивши республіканську більшість. Він був підписаний президентом-демократом Джеймсом Бьюкененом на початку березня 1861 року незадовго до вступу на посаду президента Авраама Лінкольна. Металургійні фабрики Пенсільванії та вовняні фабрики Нової Англії мобілізували бізнесменів і робітників, щоб вимагати високих тарифів, але республіканські купці хотіли низьких тарифів. Прихильники високих тарифів програли в 1857 році, але активізували свою кампанію, звинувачуючи в економічному спаді 1857 року нижчі ставки. Економіст Генрі Чарльз Кері з Філадельфії був найвідвертішим захисником, разом із Горацієм Грілі та його впливовою газетою New York Tribune. Підвищення було нарешті прийнято в лютому 1861 року після того, як південці відмовилися від своїх місць у Конгресі напередодні громадянської війни.
У останні десятиліття деякі історики зменшували важливість проблеми тарифів як причини війни, зауважуючи, що мало хто у 1860—1861 роках називав її центральною. У цей період були запропоновані компроміси для збереження Союзу, але вони не стосувалися тарифів. Можна аргументувати, що наслідки тарифу, прийнятого у березні 1861 року, мало вплинули на будь-яку делегацію, що збиралася до його підписання. Це свідчить про підтримку Північчю індустріальною та антиаграрною позицією Конгресу 1861 року, що був під контролем республіканців. Хоча деякі сепаратистські документи згадують питання тарифів, це робиться не так часто, як збереження інституту рабства. Проте деякі лібертаріанські економісти приділяють більше уваги питанню тарифів. Аргументи про те, що тарифи були основною причиною громадянської війни, стали ключовими елементами Програної справи Конфедерації.

## 1860—1912 рр

### Громадянська війна
Між 1929 і 1932 роками реальний ВВП у всьому світі впав на 17 відсотків, а в Сполучених Штатах – на 26 відсотків, але більшість економічних істориків тепер вважають, що лише мізерну частину цієї величезної втрати як світового ВВП, так і ВВП Сполучених Штатів можна віднести до тарифні війни... На час переходу Смута-Хоулі обсяг торгівлі становив лише близько 9 відсотків світового економічного виробництва. Якби всю міжнародну торгівлю було ліквідовано та не було б знайдено внутрішнього використання для раніше експортованих товарів, світовий ВВП впав би на таку саму суму – 9 відсотків. Між 1930 і 1933 роками обсяг світової торгівлі впав на одну третину-половину. Залежно від того, як вимірюється падіння, це становить від 3 до 5 відсотків світового ВВП, і ці втрати були частково компенсовані дорожчими вітчизняними товарами. Таким чином, заподіяна шкода не могла перевищити 1 або 2 відсотки світового ВВП — навіть близько до 17-відсоткового падіння, яке спостерігалося під час Великої депресії... Неминучий висновок: всупереч громадській думці, Смут-Хоулі не спричинив, або навіть значно поглибилася Велика депресія.
Під час війни потребувалося значно більше доходів, тому ставки податків підвищувалися знову і знову, разом з багатьма іншими податками, такими як акцизи на предмети розкоші та податки на доходи багатих. У воєнний час значну частину державних доходів становили облігації та позики (2,6 мільярда доларів), а не податки (357 мільйонів доларів) чи мита (305 мільйонів доларів).
Тариф Моррілла набрав чинності кілька тижнів перед початком війни 12 квітня 1861 року і не застосовувався на Півдні. Конфедеративні Штати Америки (CSA) встановили свій власний тариф, приблизно 15 %, на більшість товарів, включаючи ті, які раніше не були обкладені митом на Півночі. Раніше тарифи між державами були заборонені. Конфедерати сподівалися фінансувати свій уряд за рахунок митних зборів. Однак очікуваних надходжень від мита не сталося, оскільки порти Конфедерації були заблоковані ВМС Союзу, армія Союзу обмежила торгівлю з північними штатами. Конфедерація зібрала лише 3,5 мільйона доларів доходу від тарифів під час Громадянської війни, тому їй довелося вдалися до інфляції та конфіскації.

### Епоха реконструкції
Між 1929 і 1932 роками реальний ВВП у всьому світі впав на 17 відсотків, а в Сполучених Штатах – на 26 відсотків, але більшість економічних істориків тепер вважають, що лише мізерну частину цієї величезної втрати як світового ВВП, так і ВВП Сполучених Штатів можна віднести до тарифні війни... На час переходу Смута-Хоулі обсяг торгівлі становив лише близько 9 відсотків світового економічного виробництва. Якби всю міжнародну торгівлю було ліквідовано та не було б знайдено внутрішнього використання для раніше експортованих товарів, світовий ВВП впав би на таку саму суму – 9 відсотків. Між 1930 і 1933 роками обсяг світової торгівлі впав на одну третину-половину. Залежно від того, як вимірюється падіння, це становить від 3 до 5 відсотків світового ВВП, і ці втрати були частково компенсовані дорожчими вітчизняними товарами. Таким чином, заподіяна шкода не могла перевищити 1 або 2 відсотки світового ВВП — навіть близько до 17-відсоткового падіння, яке спостерігалося під час Великої депресії... Неминучий висновок: всупереч громадській думці, Смут-Хоулі не спричинив, або навіть значно поглибилася Велика депресія.
Історик Говард К. Біл аргументував, що високі тарифи були необхідні під час громадянської війни, але після війни вони залишилися на користь північних промисловців, які могли б втратити ринки та прибутки. Біл стверджував, що північні промисловці, щоб зберегти політичний контроль над Конгресом, працювали через Республіканську партію та підтримували політику Реконструкції, що не дозволяла південним білим з низькими тарифами залишатися без влади. Теза Біла отримала широке поширення завдяки впливовому дослідженню Чарльза А. Бірда «Піднесення американської цивілізації» (1927).
Наприкінці 1950-х історики відхилили тезу Біла-Борда, показавши, що північні бізнесмени рівномірно розподіляли тарифи і не використовували політику реконструкції для їх підтримки.

### Політика захисту
Металургійна та вовняна промисловість були добре організованими групами інтересів, які активно домагалися (і зазвичай отримували) високі тарифи завдяки підтримці Республіканської партії. Робітники в цих галузях мали значно вищі зарплати, ніж їхні європейські колеги, і вони вважали це важливою перевагою та голосували за республіканців.
Погляди демократів на це питання розділялися, переважно через прихильників тарифів у партії Пенсільванії, які бажали захистити розвиваючуся металургійну промисловість, а також осередки високої тарифної підтримки в сусідніх індустріальних штатах.
Проте наприкінці 1880-х років президент Гровер Клівленд зробив низькі тарифи центром політики Демократичної партії. Його аргумент полягав у тому, що високі тарифи є непотрібним та несправедливим обтяженням для споживачів. Південь і Захід в цілому підтримували низькі тарифи, тоді як промисловий Схід виступав за високі.
Республіканець Вільям Мак-Кінлі був видатним пропонентом високих тарифів, обіцяючи, що це приноситиме процвітання всім групам.
Після Громадянської війни високі тарифи залишилися, оскільки Республіканська партія залишилася при владі, а демократи з Півдня були обмежені у владі. Прихильники наполягали на тому, що тарифи принесли процвітання нації в цілому, і ніхто насправді не постраждав. У міру швидкого розвитку індустріалізації на північному сході деякі демократи, особливо пенсильванці, стали прихильниками високих мит.

### Фермери і вовна
Прихильники високих тарифів серед Республіканців зверталися до фермерів з аргументом, що високооплачувані фабричні працівники підвищать ціни на продукти харчування. Це була ідея «внутрішнього ринку», яка знайшла підтримку серед більшості фермерів на північному сході, але мало вплинула на фермерів з Півдня та Заходу, які експортували більшу частину своєї продукції, такої як бавовна, тютюн та пшениця.
Наприкінці 1860-х років виробники вовни, розташовані неподалік від Бостона та Філадельфії, створили перше національне лобі і розірвали угоди з фермерами, які вирощували вовну в кількох штатах. Їхня основна проблема полягала в тому, що британські та австралійські виробники волокна пропонували продукцію вищої якості, а британські мавпузи мали такі ж низькі витрати, як і американські фабрики.
У результаті був введений тариф на вовну, який сприяв фермерам через високу ставку мита на імпортне волокно, яку мали платити американські виробники, разом із високим тарифом на готові вироби з вовни та шерсті.

### Промислове виробництво США
Крім вовни та вовняних виробів, американська промисловість і сільське господарство, разом з промисловими робітниками, стали одними з найефективніших у світі до 1880-х років, коли вони очолили промислову революцію. Ні одна інша країна не мала такого промислового потенціалу, великого ринку, високої ефективності та низьких витрат, або складної системи розподілу, що були необхідні для конкуренції на більшості ринків великого американського ринку. Більшість імпортних товарів становили кілька товарів класу «люкс». Фактично, саме британці бачили, як дешевша американська продукція заповнила їхні рідні острови. У лондонській газеті Daily Mail у 1900 році цьому висловлювалася скарга:
Ми втратили на користь американського виробника електричні машини, локомотиви, сталеві рейки, машини для виробництва цукру та сільського господарства, а останнім часом навіть стаціонарні двигуни, гордість і опору британського машинобудування.
Проте, деякі американські виробники та працівники профспілок настоювали на збереженні високих тарифів. Тарифи представляли собою складний компроміс. Наприклад, залізниці споживали величезні обсяги сталі. Підвищення мит піднімало ціни на сталь, що змусило їх платити значно більше. Це дало змогу великим інвестиціям в сталеливарну промисловість США для розширення потужностей та переходу на процес Бессемера, а згодом на мартенівську піч. З 1867 по 1900 рік виробництво сталі в США збільшилося більш ніж в 500 разів, з 22 000 тонн до 11 400 000 тонн. Сталеві рейки Бессемера, виготовлені в США, замінили старі ковані рейки, які могли служити лише два роки на легкій службі. Тауссіг стверджує, що в 1881 році британські сталеві рейки продавалися за 31 долар за тонну. Якщо американці їх імпортували, вони платили мито 28 доларів за тонну, отже, в цілому 59 доларів за тонну. Американські заводи продавали їх за 61 долар за тонну, забезпечуючи хороший прибуток. Ці кошти потім інвестувалися у збільшення потужностей, покращення якості сталі, підвищення заробітної плати та ефективніше виробництво. До 1897 року американська ціна на сталеві рейки впала до 19,60 доларів за тонну, що було нижче британської ціни в 21,00 доларів, не враховуючи мито в 7,84 долара. Це свідчило про те, що тарифи виконали своє завдання — дати промисловості можливість стати конкурентоздатною. Пізніше сталеливарна промисловість США стала експортером сталевих рейок до Англії, продаючи їх за нижчими британськими цінами. Під час Першої світової війни США стали найбільшим постачальником сталі для союзників. З 1915 по 1918 рік компанія US Steel, одна з найбільших американських сталеливарних компаній, щорічно поставляла більше сталі, ніж Німеччина та Австро-Угорщина разом узяті, загалом 99 700 000 тонн під час Першої світової війни. Республіканці стали експертами у переговорах щодо складних угод, що забезпечили задоволення більшості в їхніх виборчих округах. Після 1880 року, мита стали ідеологічним залишком, що втратив економічне обґрунтування.

### Тарифна політика Клівленда
У 1887 році президент-демократ Гровер Клівленд відновив обговорення цього питання, роблячи захопливий наступ на тариф як на корумпований елемент, протилежний справжньому республіканізму та неефективний. Він відзначив: «Якщо ми врахуємо, що теорія наших інститутів гарантує кожному громадянину повну насолоду від усіх плодів його промисловості та підприємництва… очевидно, що стягнення понад мінімальних податків є невиправданим вимогом і винною зрадою американської чесності та правосуддя». На виборах 1888 року основним питанням були тарифи, і Клівленд поступився. Конгресмен-республіканець Вільям Мак-Кінлі стверджував,
Вільна зовнішня торгівля віддає наші гроші, продукцію та ринки іншим країнам, шкодячи нашій праці, торговцям і фермерам. Захист зберігає гроші, ринки та виробництво вдома для користі нашого власного народу.
Демократи велі енергійну кампанію проти високого тарифу Мак-Кінлі в 1890 році і досягли приголомшливих успіхів; це дозволило їм повернути Клівленда до Білого дому в 1892 році. Проте жорстока депресія, яка розпочалася у 1893 році, роз'єднала Демократичну партію. Клівленд та промислові демократи-бурбони настоювали на значно нижчому тарифі. Однак проблема полягала в тому, що успіхи демократів на виборах призвели до збільшення кількості демократичних конгресменів з промислових районів, які були зацікавлені в підвищенні митних ставок на користь своїх виборців. Закон про тарифи Вільсона-Гормана 1894 року, хоча фактично знизив загальні ставки з 50 % до 42 %, містив так багато поступок у напрямку протекціонізму, що Клівленд відмовився підписувати його (хоча він все одно став законом).

### Тарифна політика McKinley

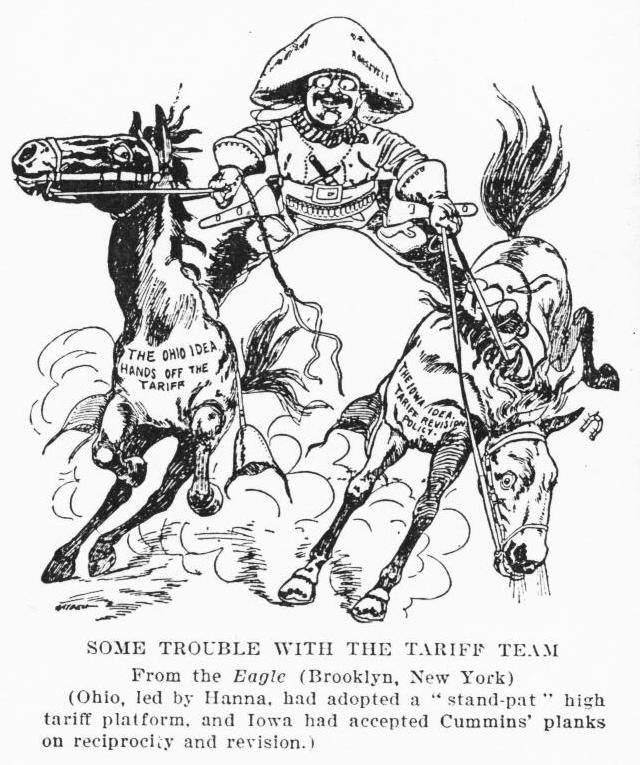
Президент Тедді Рузвельт спостерігає, як команда Республіканської партії розходиться у питанні тарифів.

У 1896 році Мак-Кінлі активно виступав за високі тарифи як спосіб подолання депресії. Обіцяючи захист і процвітання усім галузям економіки, він здобув розгромну перемогу. В наступному 1897 році республіканці швидко впровадили тариф Дінглі, повертаючи ставки до 50-відсоткового рівня. Демократи відповіли, що високі ставки сприяли створенню «трастів» (монополій), спонсорованих державою, і призвели до підвищення цін для споживачів. Мак-Кінлі виграв переобрання з ще більшою перемогою і почав говорити про посттарифну еру взаємних торгових угод. Проте ця взаємність нікуди не зникла; бачення Мак-Кінлі виявилося передчасним на півстоліття.
Республіканці різко розійшлися щодо тарифу Пейна-Олдріча у 1909 році. Президент-республіканець Теодор Рузвельт (1901—1909) бачив, що питання тарифів роз'єднує його партію, тому він відклав будь-який розгляд цього питання. Цей крихкий баланс було порушено під час правління республіканця Вільяма Говарда Тафта. У 1908 році він підтримував президентську «реформу» тарифів, яка, на думку всіх, передбачала зниження ставок. Палата представників знизила ставки за допомогою законопроекту Пейна, а потім направила його до Сенату, де Нельсон Вілмарт Олдріч мобілізував високопоставлених сенаторів. Олдріч, бізнесмен з Нової Англії та експерт у справі тарифів, протистояв республіканським рятівникам з середнього заходу, які були риторами та юристами, не довіряли особливим інтересам і вважали тариф «чистим грабіжництвом» на користь звичайних споживачів. Сільська Америка вважала, що її вища мораль заслуговує на особливий захист, тоді як підла аморальність трастів — і міст загалом — заслуговує фінансового покарання. Олдріч викривав цю гру. Прихильники зниження тарифів сподівалися на його здійснення, але його хитрий Закон про тарифи Пейна-Олдріча у 1909 році знизив захист для сільськогосподарських товарів з середнього заходу, тоді як одночасно підвищив ставки, що сприяли північному сходу.
До 1913 року, коли новий податок на прибуток приносив доходи, демократи у Конгресі змогли знизити ставки за допомогою тарифу Андервуда. Початок війни у 1914 році зменшив вплив тарифів порівняно з військовими контрактами. Коли республіканці повернулися до влади, вони відновили ставки до високого рівня за тарифом Фордні-Маккамбера у 1922 році. Наступне підвищення відбулося з Законом про тарифи Смута-Хоулі у 1930 році на початку Великої депресії.

### Тариф з Канадою
Канадсько-американська угода про взаємність стимулювала торгівлю між 1855 і 1866 роками. Після закінчення угоди Канада прийняла мита. Національна політика, яка стала економічною програмою Канади, була запроваджена Консервативною партією під керівництвом Джона А. Макдональда у 1879 році після їх повернення до влади. Однак ця політика офіційно була введена вже у 1876 році. Вона базувалася на високих митах для захисту канадської промисловості. Макдональд взяв участь у кампанії на виборах 1878 року та вдало переміг Ліберальну партію, яка підтримувала вільну торгівлю.
Зусилля відновити вільну торгівлю з Канадою зазнали краху під час федеральних виборів 1911 року, коли Канада відхилила запропонований договір про взаємність через страх перед американським імперіалізмом. Тафт уклав з Канадою угоду про взаємність, яка призвела до різкого зниження тарифів. Демократи підтримали план, але республіканці Середнього Заходу різко виступили проти. Барн, стурмуючи країну за свою згоду, недипломатично вказав на неминучу інтеграцію економіки Північної Америки та запропонував Канаді «розійтися» з Великобританією.
Під керівництвом Роберта Бордена, Консервативна партія Канади мала проблему повернути владу від лібералів з низькими тарифами. Після сплеску проімперського антиамериканізму перемогли консерватори. Оттава відкинула взаємність, підтвердила національну політику та спочатку пішла до Лондона для нових фінансових і торгових угод.
Тариф Пейна-Олдріча 1909 року фактично мало змінив і мав незначний економічний вплив, але політичний вплив був величезним. Повстанці відчули себе обдуреними та переможеними та поклялися помститися Уолл-стріт та її прихильникам Тафту й Олдрічу. Це призвело до фатального розколу в 1912 році, коли Республіканська партія втратила баланс.

## 1913 та дотепер
Починаючи з громадянської війни, захист став ідеологічним клейом, який утримував республіканську коаліцію. Високі тарифи обіцяли більші продажі для бізнесу, вищі заробітні плати промисловим робітникам і більший попит на їхній урожай для фермерів. Демократи називали це податком на маленьку людину. Після 1900 року прогресивні повстанці стверджували, що це сприяє монополіям. Ця політика мала найбільшу підтримку на північному сході та найбільшу опозицію на півдні та заході. Середній Захід став полем битви. Питання тарифів розкололо Республіканську партію. Рузвельт намагався відкласти це питання, але Тафту довелося зустріти його прямо в 1909 році, прийнявши Закон про тарифи Пейна-Олдріча. Східні консерватори, очолювані Нельсоном В. Олдрічем, висловлювали підтримку високих тарифів на промислові товари (особливо вовняні), тоді як мешканці Середнього Заходу закликали до низьких тарифів. Олдріч переграв їх, знизивши тарифи на сільськогосподарську продукцію, що розгнівило фермерів. Велика битва навколо високого тарифного закону Пейна-Олдріча в 1910 році розірвала республіканців на шматки та призвела до перегрупування на користь демократів.
Вудро Вільсон зробив різке зниження тарифних ставок основним пріоритетом свого президентства. Тариф Андервуда у 1913 році знизив ставки, проте початок Першої світової війни у 1914 році радикально змінив моделі торгівлі. Зменшення торгівлі та нові надходження від федерального прибуткового податку зробили тарифи менш важливими з точки зору економічного впливу та політичної риторики. Адміністрація Вільсона мала на меті «модернізацію» поточної банківської системи, щоб банки стали інструментами, а не господарями бізнесу та індивідуального підприємництва. Президент Вільсон досяг цього в Законі про Федеральну резервну систему у 1913 році. Спільно з налаштованим сенатором Олдрічем та колишнім кандидатом у президенти Вільямом Дженнінгсом Брайаном, він вдосконалив спосіб централізації банківської системи, щоб дозволити Конгресу тісно контролювати виробництво паперових грошей. Закон про Федеральну резервну систему разом із Шістнадцятою поправкою до Конституції спричинив появу нових форм державного фінансування. Демократи знизили тариф у 1913 році, але економічні зміни Першої світової війни зробили його неактуальним. Коли республіканці повернулися до влади у 1921 році, вони відновили захисні мита. Під час Великої депресії в Сполучених Штатах вони запровадили Законом про тарифи Смута-Хоулі у 1930 році, що лише погіршило депресію, оскільки інші промислові країни відповіли своїми тарифами та двосторонніми торговими угодами. Демократи обіцяли припинити захист на основі взаємності для кожної країни, сподіваючись, що це розширить зовнішню торгівлю. До 1936 року питання тарифів втратило актуальність, а дохід, який вони принесли, був невеликим. Під час Другої світової війни як тарифи, так і взаємність стали незначними порівняно з торгівлею, що здійснювалася через ленд-ліз. Низькі ставки визначали дебати протягом решти 20 століття. У 2017 році Дональд Трамп пообіцяв використовувати захисні тарифи як інструмент для відновлення економіки.

### Тарифи і Велика депресія
Зазвичай роки з 1920 по 1929 рік неправильно описують як період, коли в Європі зміцнювався протекціонізм. Фактично, з загальної точки зору, кризі в Європі передувала лібералізація торгівлі. Середньозважений тариф залишався приблизно на тому ж рівні, що й до Першої світової війни: 24,6 % у 1913 році порівняно з 24,9 % у 1927 році. У 1928 і 1929 роках тарифи були знижені майже в усіх розвинених країнах.
Крім того, тарифний акт Смута-Хоулі був підписаний Гувером 17 червня 1930 року, тоді як крах Уолл-стріт стався восени 1929 року. Основне скорочення торгівлі відбулося між січнем 1930 року та липнем 1932 року, до того, як було введено більшість протекціоністських заходів (за винятком обмежених заходів, застосованих Сполученими Штатами влітку 1930 року). За думкою Моріса Алле, саме падіння міжнародної ліквідності спричинило скорочення торгівлі, а не митні тарифи.
Мілтон Фрідман також вважав, що тариф Смута-Хоулі 1930 року не викликав Великої депресії. Дуглас А. Ірвін пише: «Більшість економістів, як ліберальних, так і консервативних, сумніваються, що Смут Хоулі відіграв значну роль у наступному скороченні».
Пітер Темін пояснює, що мито — це експансіоністська політика, подібна до девальвації, оскільки воно спрямовує попит від зарубіжних до вітчизняних виробників. Він зауважує, що експорт становив 7 % ВНП у 1929 році, але впав на 1,5 % ВВП у 1929 році в наступні два роки, а це падіння було компенсовано збільшенням внутрішнього попиту за рахунок мит. Він робить висновок, що, незважаючи на поширені аргументи, скорочувальний ефект від мита був невеликим. (Temin, P. 1989. Lessons from the Great Depression, MIT Press, Cambridge, Mass)
Вільям Дж. Бернштейн писав:
Між 1929 і 1932 роками реальний ВВП у всьому світі впав на 17 відсотків, а в Сполучених Штатах – на 26 відсотків, але більшість економічних істориків тепер вважають, що лише мізерну частину цієї величезної втрати як світового ВВП, так і ВВП Сполучених Штатів можна віднести до тарифні війни... На час переходу Смута-Хоулі обсяг торгівлі становив лише близько 9 відсотків світового економічного виробництва. Якби всю міжнародну торгівлю було ліквідовано та не було б знайдено внутрішнього використання для раніше експортованих товарів, світовий ВВП впав би на таку саму суму – 9 відсотків. Між 1930 і 1933 роками обсяг світової торгівлі впав на одну третину-половину. Залежно від того, як вимірюється падіння, це становить від 3 до 5 відсотків світового ВВП, і ці втрати були частково компенсовані дорожчими вітчизняними товарами. Таким чином, заподіяна шкода не могла перевищити 1 або 2 відсотки світового ВВП — навіть близько до 17-відсоткового падіння, яке спостерігалося під час Великої депресії... Неминучий висновок: всупереч громадській думці, Смут-Хоулі не спричинив, або навіть значно поглибилася Велика депресія.
Пол Кругман стверджує, що протекціонізм не призводить до рецесії. За його словами, зменшення імпорту (що можна досягти шляхом введення мит) має експансійний ефект, тобто сприяє зростанню. Отже, у торговельній війні, де експорт та імпорт зменшуються однаково, негативний ефект від зменшення експорту для всього світу буде компенсований розширювальним ефектом від зменшення імпорту. Таким чином, торговельна війна не спричиняє рецесії. Крім того, він зауважує, що тариф Смута-Хоулі не став причиною Великої депресії. Зменшення торгівлі між 1929 і 1933 роками «було майже повністю наслідком депресії, а не причиною. Торговельні бар'єри були відповіддю на депресію, частково наслідком дефляції».

### Лібералізація торгівлі
До прийняття Закону про тарифи Смута-Хоулі 1930 року тарифи були встановлені Конгресом після тривалих слухань і переговорів. У 1934 році Конгрес США, надаючи рідкісні повноваження, ухвалив Закон про взаємні тарифи 1934 року, що дозволив виконавчій владі вести переговори щодо двосторонніх угод про зниження митних ставок з іншими країнами. Тоді було поширене переконання, що лібералізація торгівлі може стимулювати економічний розвиток. Проте жодна країна не виявила бажання односторонньо лібералізувати свою торгівлю. З 1934 по 1945 роки виконавча влада уклала з іншими країнами понад 32 двосторонні угоди щодо лібералізації торгівлі. Віра у те, що низькі мита сприяють більш процвітаючій економіці, залишається популярною думкою з деякими винятками. Багатосторонні переговори втілювалися у семи раундах зниження митних ставок, що відбувалися між 1948 і 1994 роками. На кожному з цих «раундів» всі учасники Генеральної угоди з тарифів і торгівлі (ГАТТ) збиралися для досягнення взаємовигідних угод щодо лібералізації торгівлі та зменшення митних ставок. Під час Уругвайського раунду у 1994 році була створена Світова організація торгівлі (СОТ) для сприяння установленню єдиної митної політики.
В Сполучених Штатах наразі лише близько 30 % усіх імпортних товарів підпадають під тарифи, решта перебувають у вільному доступі. Тарифи, які зараз застосовуються у Сполучених Штатах, є середніми та перебувають на історично низькому рівні. Перелік цих тарифів знаходиться в Узгодженому тарифному переліку, що опублікований Комісією з міжнародної торгівлі США.

### Після Другої світової війни
Після війни Сполучені Штати підтримували створення Генеральної угоди з тарифів і торгівлі (ГАТТ), заснованої в 1947 році, щоб зменшити тарифи та інші торгові обмеження, а також сприяти лібералізації торгівлі між усіма капіталістичними країнами. У 1995 році ГАТТ було перетворено у Світову організацію торгівлі (СОТ); з розвалом комунізму, його ідеологія відкритих ринків та низьких тарифів стала превалюючою в усьому світі у 1990-х роках.
Після Другої світової війни американська промисловість та робоча сила процвітали, але після 1970-х настав час випробувань. Вперше почалася жорстка конкуренція з боку недорогих виробників з усього світу. Багато галузей промисловості, особливо ті, що були пов'язані зі сталлю, зникли або зазнали занепаду, зокрема виробництво сталі, телевізорів, взуття, іграшок, текстилю та одягу. Toyota і Nissan стали загрозою для гігантів американського автомобільного прому. Наприкінці 1970-х Детройт і профспілка автомобільних працівників об'єдналися, щоб протистояти цьому. Вони не вимагали високих мит, але вимагали добровільного обмеження імпорту від уряду Японії. Квоти стали дипломатичними угодами між двома країнами, які забезпечили такий самий захисний ефект, що й високі мита, але не спровокували помсти з боку інших країн. Обмежуючи кількість японських автомобілів, які можна було імпортувати, квоти допомогли японським компаніям увійти на більші та дорожчі сегменти ринку. Японські виробники, обмежені кількістю автомобілів, які вони могли експортувати до Америки, підвищили ціни на свій експорт, щоб зберегти зростання доходів. Цей крок поставив під загрозу історичну позицію американських виробників на ринках середніх і великих автомобілів.
У 1964 році президент Ліндона Б. Джонсона введе податок на курку відповідно до тарифів, встановлених Німеччиною (тоді Західною Німеччиною) на імпорт курки зі США. З початку 1962 року, за уряду президента Кеннеді, США звинуватили Європу у несправедливому обмеженні імпорту американської птиці на вимогу західнонімецьких фермерів, які вирощували курей. Дипломатичні спроби не вдалися, і в січні 1964 року, через два місяці після приходу до влади, президент Джонсон ввів 25 % податок на всі імпортні легкі вантажівки, що безпосередньо вплинуло на німецькі фургонів Volkswagen. Офіційно вказувалося, що цей податок компенсує втрати американських продажів курчат до Європи внаслідок імпорту фургонів Volkswagen з Західної Німеччини. Проте аудіозаписи з Білого дому Джонсона показують, що в січні 1964 року він намагався переконати президента United Auto Workers Вальтера Ройтера не ініціювати страйк перед виборами 1964 року та підтримати платформу президента за громадянські права. У свою чергу, Ройтер хотів, щоб Джонсон відповів на збільшення поставок Volkswagen до Сполучених Штатів.

### 1980-х років по теперішній час

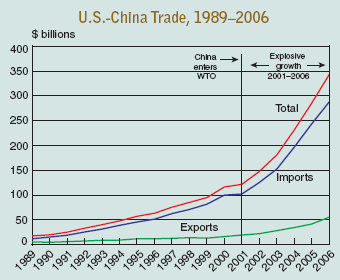
На початку 2000-х Китай отримав статус найбільш сприятливої країни до СОТ.

Під час адміністрацій Рейгана та Джорджа Буша-старшого республіканці відмовилися від протекціоністської політики та виступили проти квот і за політику ГАТТ/СОТ щодо мінімальних економічних бар'єрів для світової торгівлі. Вільна торгівля з Канадою виникла в результаті угоди між Канадою та США. Угода про вільну торгівлю 1987 року, яка привела в 1994 році до Північноамериканської угоди про вільну торгівлю (NAFTA). Вона базувалася на плані Рейгана щодо розширення масштабів ринку для американських фірм, щоб включити Канаду та Мексику. Президент Білл Клінтон за сильної підтримки республіканців у 1993 році проштовхнув NAFTA через Конгрес через палкі заперечення профспілок.
У 2000 році Клінтон співпрацював з республіканцями, щоб надати Китаю вступ до СОТ і торговельний статус «найбільшого сприяння» (тобто такі ж низькі тарифи, як і будь-якому іншому члену СОТ). Прихильники НАФТА та СОТ пропагували оптимістичне бачення майбутнього, у якому процвітання має базуватися на інтелектуальних навичках та управлінських ноу-хау більше, ніж на рутинній ручній праці. Вони обіцяли, що вільна торгівля означає зниження цін для споживачів. Спротив лібералізації торгівлі все більше виникав з боку профспілок, які стверджували, що ця система також означає нижчу заробітну плату та менше робочих місць для американських робітників, які не можуть конкурувати із зарплатою менше, ніж один долар на годину. Зменшення розміру та зменшення політичного впливу цих профспілок неодноразово залишало їх на боці програшів.
Незважаючи на загальне зниження міжнародних тарифів, деякі з них залишалися стійкими до змін. Наприклад, частково через тарифний тиск з боку Спільної сільськогосподарської політики Європи сільськогосподарські субсидії США незначно зменшилися за останні кілька десятиліть, навіть незважаючи на недавній тиск з боку СОТ під час останніх переговорів у Досі. 5 березня 2002 року президент Джордж Буш ввів мита на імпорт сталі.
5 березня 2002 року президент Джордж Буш ввів мита на імпорт сталі.

#### Деіндустріалізація
Інститут економічної політики, аналітичний центр лівої орієнтації, стверджував, що вільна торгівля створювала великий торговельний дефіцит у Сполучених Штатах протягом десятиліть, що призвело до закриття багатьох заводів і коштувало США мільйонів робочих місць у виробничому секторі. Крім того, торговельний дефіцит призводить до значних втрат заробітної плати не лише для працівників виробничого сектору, а й для всіх працівників у всій економіці, які не мають університетського ступеня. Наприклад, у 2011 році 100 мільйонів працівників без університетського диплому, які працюють повний робочий день, втратили в середньому 1800 доларів США (~ 2,342 долари США у 2022) на річну зарплату. Дійсно, за даними Інституту економічної політики, ці працівники, які втратили роботу у виробничому секторі та змушені погодитися на зниження зарплати, щоб знайти роботу в інших секторах, створюють конкуренцію, яка знижує заробітну плату вже зайнятих працівників у цих інших секторах. Крім того, загроза переміщення виробничих потужностей змушує працівників погоджуватися на скорочення зарплати, щоб зберегти роботу.
За даними Інституту економічної політики, торговельні угоди не зменшили торговий дефіцит, а навпаки, збільшили його. Зростаючий дефіцит торгівлі з Китаєм походить від маніпулювання Китаєм своєю валютою, політики демпінгу, субсидій, торгових бар'єрів, які дають йому дуже важливу перевагу в міжнародній торгівлі. Крім того, промислові робочі місця, втрачені в результаті імпорту з Китаю, значно краще оплачуються, ніж робочі місця, створені в результаті експорту в Китай. Отже, навіть якби імпорт дорівнював експорту, працівники все одно втрачали б свою зарплату.
За даними Інституту економічної політики, виробничий сектор є сектором з дуже високим зростанням продуктивності, що сприяє високим заробітним платам і хорошим пільгам для працівників. Дійсно, на цей сектор припадає понад дві третини досліджень і розробок приватного сектора, і в ньому працює більш ніж удвічі більше науковців та інженерів, ніж на решті економіки. Таким чином, виробничий сектор є дуже важливим стимулом для загального економічного зростання. Виробництво також пов'язане з добре оплачуваними роботами в сфері послуг, такими як бухгалтерія, управління бізнесом, дослідження та розробки та юридичні послуги. Тому деіндустріалізація також призводить до значної втрати цих робочих місць у сфері послуг. Таким чином, деіндустріалізація означає зникнення дуже важливого рушія економічного зростання.
Проте інші групи, такі як CATO Institute, лібертаріанський або правий аналітичний центр, висловлюють протилежну позицію. Вони стверджують, що вільна торгівля не є головним фактором деіндустріалізації. Хоча торгівля може призвести до втрати низькокваліфікованих або зайвих робочих місць у виробництві, ці втрати, як правило, компенсуються високооплачуваними та висококваліфікованими робочими місцями в інших секторах, де США мають конкурентну перевагу.
Навіть якщо торгівля, можливо, підсилила деіндустріалізацію, яка спостерігалася в Америці з 1980-х років, підвищення продуктивності та автоматизація заводів зіграли набагато важливішу роль. Крім того, деякі аспекти деіндустріалізації є ілюзорними, оскільки багато заводів переїхали з великих і сконцентрованих міських районів до сільських місцевостей, створюючи враження про втрату робочих місць, хоча насправді вони просто перенеслися в інші частини США.
Згідно з аналітичним центром PIIE, який підтримує вільну торгівлю, докази свідчать про те, що торговельні угоди не мають суттєвого впливу на торговельний дефіцит і навіть можуть ліквідувати торговий розрив між країнами.

## Контрабанда та берегова охорона
Історично склалося так, що високі тарифи призвели до значного рівня контрабанди. Службу скорочення доходів Сполучених Штатів було створено міністром Гамільтоном у 1790 році як орган правопорядку для морського та митного контролю. Нині вона залишається основним правоохоронним агентством у морських справах Сполучених Штатів.
Митна та прикордонна служба США (CBP) — це федеральне правоохоронне агентство Міністерства внутрішньої безпеки Сполучених Штатів, що відповідає за контроль та підтримку міжнародної торгівлі, збір митних зборів (імпортних мит або тарифів, затверджених Конгресом США) та забезпечення виконання правил США, включаючи торгівлю, митницю та імміграцію. Вони обслуговують більшість прикордонних пунктів і портів. Коли вантаж з товарами прибуває на прикордонний пункт або порт, митники перевіряють його зміст і стягують податок відповідно до тарифної ставки для цього товару. Зазвичай товар не може продовжувати свій шлях, доки не буде сплачено митне мито. Мито є одним із найпростіших податків для стягнення, і його вартість невелика.

## Тарифи та історичні американські політики
У 1896 році платформа Республіканської партії обіцяла «відновити та підкреслити нашу вірність політиці захисту, як оплоту американської промислової незалежності та основи розвитку та процвітання. Ця справжня американська політика оподатковує іноземну продукцію та заохочує вітчизняну промисловість, переносить тягар доходів від іноземних товарів; вона забезпечує американський ринок для американського виробника, підтримує американський стандарт оплати праці для американських робітників».

### Джордж Вашингтон
«У своїй родині я не вживаю портер чи сир, а той, який зроблений в Америці», — написав інавгураційний президент Джордж Вашингтон, вихваляючись, що ці вітчизняні продукти «відмінної якості». Одним із перших актів Конгресу, підписаним Вашингтоном, був тариф, серед якого заявленою метою було «заохочення та захист мануфактур». У своєму Посланні про стан країни 1790 року Вашингтон виправдовував свою тарифну політику міркуваннями національної безпеки.
Вільний народ повинен бути не тільки озброєним, але й дисциплінованим; для цього необхідний єдиний і добре засвоєний план; і їх безпека та інтереси вимагають, щоб вони сприяли таким мануфактурам, які мають тенденцію робити їх незалежними від інших щодо основних, особливо військових, поставок.

### Томас Джефферсон
Як зазначив президент Томас Джефферсон, пояснюючи зміну своїх поглядів на користь більш протекціоністської політики: «У такій складній науці, як політична економія, жодна аксіома не може бути визнана мудрою та відповідною для всіх часів і обставин, а також для їхніх протилежностей.»

Після війни 1812 року погляди Джефферсона стали схожими на погляди Вашингтона: для забезпечення політичної незалежності нації був необхідний певний рівень захисту. Він висловив:
Досвід навчив мене, що мануфактури тепер настільки ж необхідні для нашої незалежності, як і для нашого комфорту: і якщо ті, хто цитує мене як іншу думку, будуть йти в ногу зі мною, не купуючи нічого іноземного, де можна отримати еквівалент вітчизняної тканини, незважаючи на різницю в ціні

### Генрі Клей
У 1832 році сенатор Сполучених Штатів від штату Кентуккі, Генрі Клей, висловив свою зневагу до «вільних трейдерів», наголошуючи, що вони пропонують не вільну торгівлю. По суті, вони пропонують нам прийняти британську колоніальну систему. І якщо їхня політика переважить, це призведе до значної реколонізації цих держав під комерційним пануванням Великої Британії. Клей зауважив:
Коли джентльмени досягли успіху у своєму плані негайного або поступового знищення американської системи, що їм замінити? Вільна торгівля! Вільна торгівля! Заклик до вільної торгівлі такий же марний, як плач розпещеної дитини на руках у няньки за місяцем або зірками, що сяють на небесній тверді. Його ніколи не існувало; воно ніколи не існуватиме. Торгівля передбачає як мінімум дві сторони. Щоб бути вільним, воно повинно бути справедливим, рівним і взаємним.
Клей пояснив, що «рівної та взаємної» вільної торгівлі «ніколи не існувало; [і] вона ніколи не існуватиме». Він застеріг від практики «романтичної торговельної філантропії… яка спонукає нас продовжувати купувати продукцію іноземної промисловості, незважаючи на стан чи процвітання нашого власного». Клей категорично та непримиренно виступав проти торгівлі, яка «широко відкриває наші порти для іноземного виробництва» без взаємності.

### Джеймс Монро
У 1822 році президент Джеймс Монро зауважив, що «якою б не була абстрактна доктрина на користь необмеженої торгівлі», умови, необхідні для її успіху — взаємність і міжнародний мир — «ніколи не виникали і не можуть бути очікуваними». Монро сказав, що «вагомі причини… накладають на нас зобов'язання берегти та підтримувати наші виробництва».

### Абрахам Лінкольн
Президент Авраам Лінкольн заявив: «Дайте нам захисний тариф, і ми матимемо найбільшу націю на землі». Лінкольн попереджав, що «відмова американського уряду від захисної політики… повинна призвести до злиднів і руїни серед нашого народу».
Лінкольн також сказав, що «якщо мито в розмірі повного захисту буде стягнуто з товару», який може бути вироблений у країні, «незабаром, унаслідок такого мита», вітчизняний товар «буде проданий нашим людям дешевше, ніж раніше».
Крім того, Лінкольн стверджував, що будь-яке тимчасове збільшення витрат у результаті тарифу з часом зменшиться завдяки ефекту масштабу, оскільки вітчизняний виробник буде виробляти більше. Він не розглядав тариф як податок на американців з низьким доходом, оскільки він обтяжував би споживача лише відповідно до кількості спожитого товару. За тарифною системою виручку сплачують споживачі іноземних товарів, тому тягар доходу майже повністю лягає на небагатьох заможних і розкішних верств населення, в той час як багато заможних і працьовитих, які використовують місцеві товари, звільняються від цих витрат.
Лінкольн підкреслював, що тарифна система є менш нав'язливою, ніж внутрішнє оподаткування. Тариф є більш економічно вигідною системою, оскільки мита, збирані великими пакетами в кількох торгових точках, вимагатимуть порівняно невеликої кількості офіцерів для їх збору. У той же час за системою прямого оподаткування земля повинна бути буквально засіяна оцінювачами та збирачами, які летять, ніби зграї єгипетських саран, пожираючи кожну травинку та зелень.

### Вільям Мак-Кінлі
Президент Вільям Мак-Кінлі висловив позицію Сполучених Штатів щодо Республіканської партії так:
За умов вільної торгівлі торговець є господарем, а виробник — рабом. Захист — це лише закон природи, закон самозбереження, саморозвитку, забезпечення найвищої і найкращої долі роду людського. [Кажуть], що захист аморальний…. Чому, якщо захист нарощує та підносить 63 000 000 [населення США] людей, вплив цих 63 000 000 людей підносить решту світу. Ми не можемо зробити крок на шляху прогресу, не приносячи користі всьому людству
[Вільна торгівля] знищує гідність і незалежність американської праці… Це забере у людей цієї країни, які працюють, заробляючи на життя,— а більшість із них живе потом свого обличчя, — це забере в них серце, дім і надію. Це буде самознищення.
Він також категорично відкинув аргумент «чим дешевше, тим краще»:
Вони [фритрейдери] кажуть: «Купуйте там, де можна купити найдешевше». Це одна з їхніх максим... Звичайно, це стосується і праці, як і всього іншого. Дозвольте мені дати вам принцип, який у тисячу разів кращий за це, і це принцип захисту: «Купуйте там, де вам найлегше заплатити». І ця ділянка землі є місцем, де праця отримує найвищу нагороду.
Кажуть, якби не Захисний тариф, усе було б трохи дешевше. Що ж, чи буде річ дешевою, чи дорогою, залежить від того, що ми можемо заробити щоденною працею. Вільна торгівля здешевлює продукт через здешевлення виробника. Захист здешевлює продукт, підносячи виробника.

Захисна тарифна політика республіканців... зробила життя мас наших співвітчизників солодшим і яскравішим і увійшла в домівки Америки, несучи комфорт, радість і відвагу. Він надихає людську енергію і пробуджує найблагородніші прагнення в грудях чоловіків. Наш власний досвід показує, що це найкраще для нашого громадянства і нашої цивілізації і що воно відкриває вищу і кращу долю для нашого народу.

### Теодор Рузвельт
Президент Теодор Рузвельт вважав, що економічне зростання Америки відбулося завдяки захисним тарифам, які допомогли їй індустріалізуватися. Він визнав це у своїй промові про стан Союзу від 1902 року:
Країна мудро визнала цінність захисно-тарифного принципу. Бажано, щоб ця система залишалася недоторканою, і уникати радикальних змін у ній. Наша історія свідчить, що великий процвітання в країні завжди відбувалося під опікою захисного тарифу.

### Дональд Трамп
Мита Трампа були введені виконавчим указом під час його президентства як частина його економічної політики. У січні 2018 року мита на сонячні панелі та пральні машини зросли з 30 до 50 відсотків. Згодом були введені мита на сталь (25 %) і алюміній (10 %) з більшості країн. З 1 червня 2018 року ці мита були розширені на Європейський Союз, Канаду та Мексику. Додатково, 10 травня 2018 року адміністрація Трампа встановила 25 % мито на 818 категорій товарів, імпортованих з Китаю, загальною вартістю 50 мільярдів доларів. Єдиною країною, яка залишилася звільненою від мит на сталь і алюміній, була Австралія. Мита на алюміній в Аргентині та Бразилії були введені 2 грудня 2019 року у відповідь на їхні валютні маніпуляції.